# جيمس أوين دورسي
جيمس أوين دورسي (بالإنجليزية: James Owen Dorsey)‏ هو عالم إنسان أمريكي، ولد في 31 أكتوبر 1848 في بالتيمور في الولايات المتحدة، وتوفي في 4 فبراير 1895 في واشنطن العاصمة في الولايات المتحدة.

## وصلات خارجية
- جيمس أوين دورسي على موقع الموسوعة البريطانية (الإنجليزية)